# Undead Girl Murder Farce
Undead Girl Murder Farce (jap. アンデッドガール・マーダーファルス Andeddo gāru mādā farusu) – seria powieści autorstwa Yūgo Aosakiego, publikowana od grudnia 2015 nakładem wydawnictwa Kōdansha. Na jej podstawie powstała manga oraz serial anime wyprodukowany przez studio Lapin Track. Jego emisja trwała od lipca do września 2023.

## Fabuła
Akcja rozgrywa się na przełomie XIX i XX wieku w świecie pełnym nadprzyrodzonych i magicznych stworzeń. Aya Rindo jest nieśmiertelną pięknością, która została pozbawiona całego ciała z wyjątkiem głowy. W towarzystwie pół-demona Tsugaru Shinuchiego i swojej wiernej służki Shizuku Hasei, podróżuje ona po Europie, rozwiązując nadprzyrodzone tajemnice i szukając swojego zaginionego ciała.

## Bohaterowie
- Aya Rindo (jap. 輪堂 鴉夜 Rindō Aya)

Seiyū: Tomoyo Kurosawa 
- Tsugaru Shinuchi (jap. 真打 津軽 Shinuchi Tsugaru)

Seiyū: Taku Yashiro 
- Shizuku Hasei (jap. 馳井 静句 Hasei Shizuku)

Seiyū: Makoto Koichi 
- Annie Kerber (jap. アニー・ケルベル Anī Keruberu)

Seiyū: Sayumi Suzushiro 
- Sherlock Holmes (jap. シャーロック・ホームズ Shārokku Hōmuzu)

Seiyū: Shin’ichirō Miki 
- John H. Watson (jap. ジョン・H・ワトソン Jon H Watoson)

Seiyū: Masaki Aizawa 
- Arsène Lupin (jap. アルセーヌ・ルパン Arusēnu Rupan)

Seiyū: Mamoru Miyano 
- Fantom (jap. ファントム Fantomu)

Seiyū: Hiro Shimono 
- James Moriarty (jap. ジェームズ・モリアーティ Jēmuzu Moriāti)

Seiyū: Wataru Yokojima 
- Aleister Crowley (jap. アレイスター・クロウリー Areisutā Kurōrī)

Seiyū: Tomokazu Sugita 
- Carmilla (jap. カーミラ Kāmira)

Seiyū: Reina Kondō 
- Victor (jap. ヴィクター Vikutā)

Seiyū: Itaru Yamamoto 
- Kuba Rozpruwacz (jap. 切り裂きジャック Kirisaki Jakku)

Seiyū: Sōma Saitō 
- Nora (jap. ノラ)

Seiyū: Maaya Uchida 
- Vera (jap. ヴェラ)

Seiyū: Yumiri Hanamori 
- Kaya (jap. カーヤ Kāya)

Seiyū: Saima Nakano 
- Reynold Stinghart (jap. レイノルド・スティングハート Reinorudo Sutinguhāto)

Seiyū: Shin’ichiro Kamio 
- Fatima Double Darts (jap. ファティマ・ダブルダーツ Fatima Daburu Dātsu)

Seiyū: Sara Matsumoto 
- Phileas Fogg (jap. フィリアス・フォッグ Firiasu Foggu)

Seiyū: Hideaki Tezuka 
- Passepartout (jap. パスパルトゥー Pasuparutū)

Seiyū: Hidenari Ugaki 
- Lestrade (jap. レストレード Resutorēdo)

Seiyū: Taiten Kusunoki 
- Ganimard (jap. ガニマール Ganimāru)

Seiyū: Kōsei Hirota 

## Powieść
Seria ukazuje się od 17 grudnia 2015 nakładem wydawnictwa Kōdansha. Według stanu na 14 lipca 2023, do tej pory opublikowano 4 tomy.
| Nr | Data wydania (język japoński) | ISBN (język japoński)  |
| -- | ----------------------------- | ---------------------- |
| 1  | 17 grudnia 2015               | ISBN 978-4-06-294009-2 |
| 2  | 19 października 2016          | ISBN 978-4-06-294030-6 |
| 3  | 15 kwietnia 2021              | ISBN 978-4-06-522368-0 |
| 4  | 14 lipca 2023                 | ISBN 978-4-06-532520-9 |

## Manga
Na podstawie powieści powstała manga zilustrowana przez Harukę Tomoyamę, której pierwszy rozdział ukazał się 25 czerwca 2016 w magazynie „Gekkan Shōnen Sirius”. 9 czerwca 2017 seria została przeniesiona do magazynu „Nemesis”. Po zaprzestaniu jego publikacji manga została przeniesiona do magazynu internetowego „Comic Days”. Wydawnictwo Kōdansha zebrało jej rozdziały do wydań w formacie tankōbon, których pierwszy tom ukazał się 20 października 2016.
| Nr | Data wydania (język japoński) | ISBN (język japoński)  |
| -- | ----------------------------- | ---------------------- |
| 1  | 20 października 2016          | ISBN 978-4-06-390655-4 |
| 2  | 9 sierpnia 2017               | ISBN 978-4-06-390707-0 |
| 3  | 8 czerwca 2018                | ISBN 978-4-06-511670-8 |
| 4  | 5 lipca 2023 (cyfrowo)        |                        |
| 5  | 5 lipca 2023 (cyfrowo)        |                        |
| 6  | 5 lipca 2023 (cyfrowo)        |                        |
| 7  | 5 lipca 2023 (cyfrowo)        |                        |

## Anime
Adaptacja w formie telewizyjnego serialu anime została ogłoszona 22 marca 2023 podczas wydarzenia „Fuji TV Anime Lineup Presentation 2023”. Seria została wyprodukowana przez studio Lapin Track i wyreżyserowana przez Mamoru Hatakeyamę. Scenariusz napisał Noboru Takagi, muzykę skomponował Yuma Yamaguchi, a postacie w oparciu o koncepty Zerogo Iwamoto zaprojektowała Noriko Itō, pełniąc jednocześnie funkcję głównego reżysera animacji wraz z Naho Kazono. Anime było emitowane od 6 lipca do 28 września 2023 w bloku programowym +Ultra stacji Fuji TV. Motywem otwierającym jest „Crack-Crack-Crackle” w wykonaniu zespołu CLASS:y, natomiast kończącym „Reversal” autorstwa Anny. Prawa do dystrybucji poza Azją nabył Crunchyroll.

### Lista odcinków
| №  | Tytuł                                                                      | Premiera         |
| -- | -------------------------------------------------------------------------- | ---------------- |
| 1  | Oni Slayer Onigoroshi (鬼殺し)                                             | 6 lipca 2023     |
| 2  | Vampire Kyūketsuki (吸血鬼)                                                | 13 lipca 2023    |
| 3  | The Immortal and the Oni Fushi to oni (不死と鬼)                           | 20 lipca 2023    |
| 4  | The Headliner Appears Shin’uchi tōjō (真打登場)                            | 27 lipca 2023    |
| 5  | The Immortal of London Rondon no fushisha (倫敦の不死者)                   | 3 sierpnia 2023  |
| 6  | The Phantom Thief and the Detective Kaitō to tantei (怪盗と探偵)           | 10 sierpnia 2023 |
| 7  | Free for All Konsen yūgi (混戦遊戯)                                        | 17 sierpnia 2023 |
| 8  | The Banquet Ya’en (夜宴)                                                   | 24 sierpnia 2023 |
| 9  | Werewolf Jinrō (人狼)                                                      | 31 sierpnia 2023 |
| 10 | Misty Hollow Kiri no kubochi (霧の窪地)                                    | 7 września 2023  |
| 11 | Where the Wolves Dwell Ōkami no sumika (狼の棲家)                          | 14 września 2023 |
| 12 | Where the River’s Flow Changes Nagare no majiwaru basho (流れの交わる場所) | 21 września 2023 |
| 13 | The Culprit’s Name Hannin no namae (犯人の名前)                            | 28 września 2023 |